# Отворено првенство Катара за мушкарце 1999.
Отворено првенство Катара за мушкарце 1999 (познат и под називом Qatar ExxonMobil Open 1999) је био тениски турнир који је припадао АТП Интернационалној серији у сезони 1999. То је било седмо издање турнира који се одржао на тениском комплексу у Дохи у Катару од 4. јануара 1999. — 11. јануара 1999. на тврдој подлози.

## Носиоци
| Држава | Играч               | Позиција1 | Носилац |
| ------ | ------------------- | --------- | ------- |
| УК     | Тим Хенман          | 7         | 1       |
| УК     | Грег Руседски       | 9         | 2       |
| РУС    | Јевгениј Кафељников | 11        | 3       |
| ХРВ    | Горан Иванишевић    | 12        | 4       |
| ЧЕШ    | Петр Корда          | 13        | 5       |
| ШВЕ    | Томас Јохансон      | 17        | 6       |
| ФРА    | Седрик Пиолин       | 18        | 7       |
| ХОЛ    | Јан Симеринк        | 19        | 8       |

- 1 Позиције од 28. децембра 1998.[1]

### Други учесници
Следећи играчи су добили специјалну позивницу за учешће у појединачној конкуренцији:
- Хавијер Санчез
- Карим Алами
- Бернд Карбахер

Следећи играчи су ушли на турнир кроз квалификације:
- Рајнер Шитлер
- Кристоф ван Гарсе
- Кенет Карлсен
- Стефан Ије

## Носиоци у конкуренцији парова
| Држава | Играч               | Држава | Играч          | Носиоци |
| ------ | ------------------- | ------ | -------------- | ------- |
| ИНД    | Махеш Бупати        | ИНД    | Леандер Паес   | 1       |
| ФРА    | Оливије Делетр      | ФРА    | Фабрис Санторо | 2       |
| ЧЕШ    | Мартин Дам          | ЧЕШ    | Цирил Сук      | 3       |
| РУС    | Јевгениј Кафељников | ЧЕШ    | Данијел Вацек  | 4       |

### Други учесници
Следећи играчи су добили специјалну позивницу за учешће у конкуренцији парова:
- Карим Алами/ Хишам Арази
- Томас Јохансон/ Петр Корда
- Тим Хенман/ Ендру Ричардсон

## Шампиони

### Појединачно
Рајнер Шитлер је победио  Тима Хенмана са 6:4, 5:7, 6:1.
- Шитлеру је то била једина титула те сезоне и прва (од четири) у каријери.

### Парови
Алекс О’Брајен /  Џаред Палмер су победили  Пита Норвала /  Кевина Улијета са 6:3, 6:4.
- О’Брајену је то била прва (од пет) титула те сезоне и седма (од 13) у каријери.
- Палмеру је то била прва (од две) титула те сезоне и 12-та (од 28) у каријери.